# Teesport
Teesport est un grand port maritime situé dans l’autorité unitaire de Redcar et Cleveland, dans le comté cérémonial du Yorkshire du Nord, au nord de l’Angleterre.
Propriété de PD Ports, il est situé à l’intérieur des terres, à environ 2 km de la mer du Nord et 6 km à l’est de Middlesbrough sur la rivière Tees qui lui donne son nom. Teesport est actuellement le troisième plus grand port du Royaume-Uni, et il est parmi les dix plus grands ports d’Europe occidentale, traitant plus de 56 millions de tonnes de fret national et international par an.

## Description

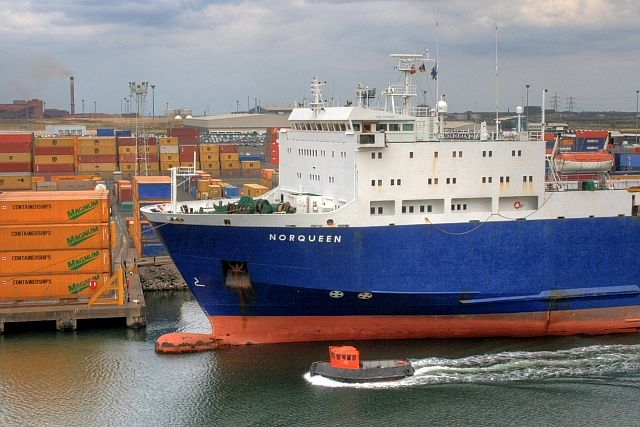
Un remorqueur passe le long du M/V Norqueen de P&O Ferries, qui exploite la route RORO vers Rotterdam.

Le port couvre une superficie de 200 hectares (490 acres) de terrain le long de la rive sud de la rivière Tees. Actuellement on y effectue la manutention de plus de 6 000 navires et de 56 millions de tonnes de marchandises par an. Teesport est principalement associé à la manutention de l’acier, de la pétrochimie, de la fabrication, de l’ingénierie et de la vente au détail. Teesport est la plaque tournante logistique des entreprises de produits chimiques et d’acier qui sont membres du Northeast of England Process Industry Cluster (NEPIC).

## Installations

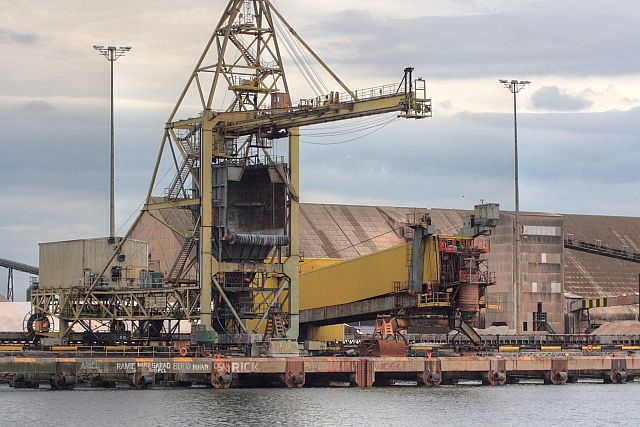
Terminal de la
potasse, août 2009

Les installations de Teesport incluent :
- Terminal Tees Dock : manutention de marchandises en vrac, qui représentent 73 % du volume passant par le port[2].
  - Redcar Ore Terminal : terminal en vrac en haute mer qui traite plus de huit millions de tonnes d’importations par an, principalement du minerai de fer.
  - Terminal de potasse en vrac de Cleveland : il traite plus d’un million de tonnes d’exportations de potasse et de sel, principalement de la mine Boulby.
  - Terminal d’exportation d’acier : équipé de huit grues portiques, il traite plus d’un million de tonnes d’exportation de dalles d’acier par an. Il manipule également des importations de bois, y compris le bois dur tropical, la fibre de bois, plus le bois d’œuvre résineux et la pulpe de Scandinavie[4].

- Terminaux à conteneurs de Teesport : deux quais à conteneurs informatisés, capables de traiter 500 000 équivalent vingt pieds (EVP) par an :
  - TCT1 long de 294 mètres, qui peut contenir 1 872 EVP au quai
  - TCT2 de 360 mètres, quai spécifiquement développé pour le fret en haute mer qui gère actuellement les clients, y compris CMA CGM[2]. TCT2 a sa propre tête desserte ferroviaire spécifiquement construite, qui a été développée en partenariat avec DB Cargo UK.

- Roll-on/roll-off : P&O Ferries assure huit traversées par semaine vers Rotterdam, et six vers Zeebruges. Une extension de 23 hectares permet l’importation de 100 000 voitures par Renault, tandis que General Motors sous-loue 5 hectares.
- Dawson’s Wharf : traite la cargaison sèche à partir d’un quai fluvial de 500 mètres, manipulant 400 000 tonnes de minérai en vrac et de produits chimiques non dangereux
- Cochrane’s Wharf : un site de 5 hectares exploité par Tarmac Aggregates pour l’importation de matériaux marins dragués

## Landside
Parmi les clients de Landside, mentionnons Hanson  plc qui exploite une importante cimenterie et un site d’enfouissement qui utilise des déchets non dangereux pour remblayer le site de l’ancienne installation de Tees Dock. Tesco exploite une installation de stockage et de distribution non alimentaire de 370 000 m2 de haut niveau à Teesport. L’usine d’énergie renouvelable de Teesport, actuellement en construction, devrait entrer en service en 2020.

## Northern Gateway Terminal
En février 2008, les ports ont obtenu le permis de construire pour réaménager l’ancienne raffinerie Shell Oil dans le cadre d’un programme de 350 millions de livres sterling qui créerait une nouvelle installation de conteneurs, intitulée Northern Gateway Terminal, ce qui porterait la capacité de l’ensemble du port à 1,5 million d’EVP. Toutefois, en raison du ralentissement économique de 2008, PD Ports a reporté le début du développement au plus tôt jusqu’en 2010, le programme devant maintenant s’achever en 2020.

## Connexions de transport

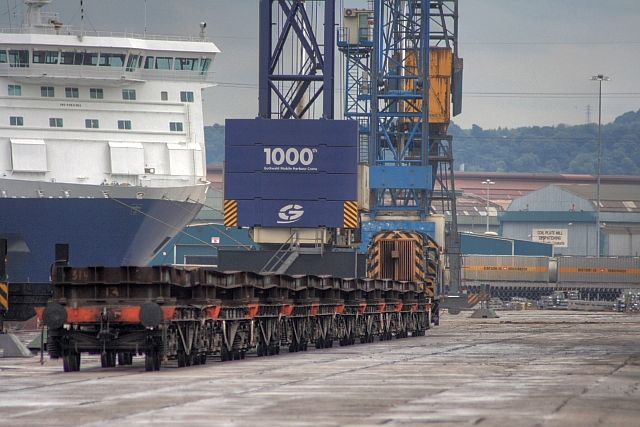
Une ancienne locomotive de manœuvre British Rail Classe 08 en location de RMS Locotec propulse le stock d’acier au-delà du navire RORO P&O Ferries M/V Norsky, août 2009

PD Ports loue à RMS Locotec un certain nombre d’anciennes locomotives de manœuvre de type British Rail Classe 08 pour déplacer le trafic ferroviaire autour du port, vers et depuis les deux principaux chantiers de rassemblement associés. Le port est directement relié au rail à la East Coast Main Line et à la Durham Coast Line, et à proximité de la route A66, et d’autres routes principales.

## Historique
La première installation développée sur l’emplacement actuel de Teesport était un dépôt de la Royal Navy pendant la Première Guerre mondiale. Cela a permis aux six sous-marins britanniques de classe E d’opérer plus loin dans la mer du Nord au cours de leurs opérations de défense, d’attaque et de mouillage de mines contre la marine impériale allemande. À cette époque, les installations portuaires commerciales étaient toujours gérées aux quais de Middlesbrough, situés plus en amont.
Dans les années 1920, le Conseil du district urbain d’Eston a décidé de transformer les 13 anciens dortoirs de l’ancienne installation de la Royal Navy en 38 petites maisons, au sein d’une communauté appelée Teesport. Au début de la Seconde Guerre mondiale, sur les 130 résidents d’origine qui sont venus lorsque la communauté a été développée, seulement 3 sont restés. C’est parce qu’en 1934, les copropriétaires des terrains sur lequel la communauté a été construite (Swan Hunter & Wigham Richardson pour les terrains de la côte et de la berge de la rivière, Dorman Long pour l’intérieur des terres) avaient écrit au conseil pour obtenir l’assurance qu’ils ne laisseraient plus de maisons dans la collectivité, permettant ainsi aux propriétaires fonciers de reprendre possession du terrain et d’être autorisés à y développer leurs entreprises. Après la guerre, en raison de l’entassement à grande échelle autour de l’installation originale de Port Darlington et Middlesbrough Docks, les deux sociétés ont développé des installations industrielles sur le terrain, et sous-loué des terrains à d’autres opérations commerciales.
Entre 1965 et 1968, trois raffineries de pétrole ont été développées près de Teesport, grâce au développement par Phillips Petroleum du champ pétrolier d’Ekofisk en mer du Nord. Les deux premiers ont été développés et exploités conjointement par Phillips et ICI sur la rive nord de la rivière Tees à North Tees Works, juste au sud de Greatham Creek. Après avoir traité cette installation alimentée cyclohexane, benzène, toluène et xylène aux usines chimiques d’ICI à Billingham et Wilton. La troisième raffinerie a été développée en 1968 par Shell Oil sur la rive sud de Teesport. Cette installation est desservie par ce qui est devenu connu sous le nom de Tees Dock, avec toute l’installation de docks conçus autour des navires à l’échelle Panamax. En 1980, avec la découverte du gaz de la mer du Nord, un gazoduc de 350 km a été installé entre Ekofisk et Seal Sands sur la rive nord. Bien que la raffinerie Shell ait été mise en sommeil en 1989, puis fermée, et que l’installation de Petroplus sur la rive nord ait fermé en 2010, le trafic pétrochimique des pipelines représente encore aujourd’hui environ 50 % des cargaisons traitées par Teesport, soit environ 26 millions de tonnes par an.
En 1992, l’Administration portuaire de Tees et Hartlepool a été privatisée, les trois premiers acheteurs ayant par la suite été réduits à un seul propriétaire, Powell Duffryn Plc, en 1995. Avec l’élargissement du trafic des installations de manutention et d’échelle des navires du port, PD Ports a ensuite développé en 2002 « TCT2 », spécifiquement comme un quai de fret de haute mer, sur le dessus du site qui était le Tees Dock original.